# Chromatische Aberration

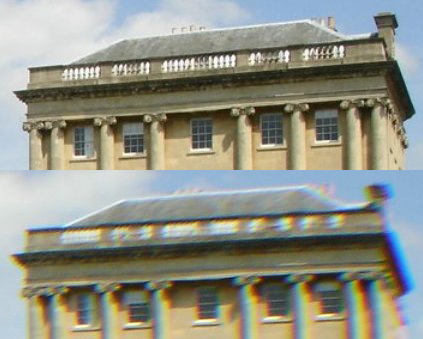
Vergleich eines Motivs ohne und mit chromatischer Aberration, in diesem Fall einem Farbquerfehler: Blauer Saum am rechten Rand des Gebäudes, roter Saum links. Der Fehler nimmt entlang der Säulenreihe nach rechts zu, also liegt die gesamte Breite des Motivs rechts der Bildmitte.

Die chromatische Aberration (altgriechisch χρῶμα chroma, deutsch ‚Farbe‘ und lateinisch aberrare ‚abschweifen‘; in der Fotografie oft abgekürzt mit CA) ist ein Abbildungsfehler optischer Linsen, der dadurch entsteht, dass Licht unterschiedlicher Wellenlänge oder Farbe verschieden stark gebrochen wird. Neben einer chromatischen Vergrößerungsdifferenz führt das zu dem  Farbquerfehler, der sich besonders an Bildrändern in grünen und roten bzw. blauen und gelben Farbsäumen an Hell-Dunkel-Übergängen äußert, und dem Farblängsfehler in Form unterschiedlicher Verfärbungen vor und hinter der Fokusebene.

## Ursache
Das Ausmaß der Lichtbrechung (Brechungsindex) durch ein Medium ist von der Wellenlänge des Lichts abhängig (Dispersion). Dadurch wird in der Regel kurzwelliges Licht (blau) stärker als langwelliges (rot) gebrochen und somit ein vorher weiß erscheinendes Licht in seine Spektralfarben zerlegt. Dieser Effekt ist besonders deutlich beim Prisma zu sehen.

## Farblängsfehler und Farbquerfehler, chromatische Vergrößerungsdifferenz

Chromatische Aberration einer Sammellinse

Im Falle einer Sammellinse führt dies zu unterschiedlichen Brennweiten für verschiedene Wellenlängen. Das hat zur Folge, dass einerseits die Bildebenen für die unterschiedlichen Farben einen unterschiedlichen Abstand entlang der optischen Achse zur Hauptebene der Linse haben (Farblängsfehler) als auch andererseits unterschiedlich groß abgebildet werden (chromatische Vergrößerungsdifferenz) und damit farbliche Aspekte eines Details auch in unterschiedlichen Abständen von der optischen Achse dargestellt werden (Farbquerfehler).
Sowohl durch ihre Lage auf der optischen Achse als auch durch ihre Abbildungsebene in der Bildebene weichen die Abbildungen der drei Grundfarben voneinander ab. Daher differenziert man bei der chromatischen Aberration zwischen einem Farblängsfehler (Achsenabweichung, oder longitudinale/axiale chromatische Aberration) und einem Farbquerfehler (die Bildebene betreffend, auch: Farbvergrößerungsfehler, oder transversale/laterale chromatische Aberration). Durch den Farblängsfehler entstehen unterschiedliche Farbränder vor und hinter der Fokusebene. Der Farbquerfehler erzeugt Farbränder an nicht radial verlaufenden Kontrastkanten, deren Farbe davon abhängt, ob es sich, von der Bildmitte aus betrachtet, um einen Hell-Dunkel-Übergang oder einen Dunkel-Hell-Übergang handelt. Der Farbquerfehler wird im Bildzentrum nicht sichtbar und nimmt zum Bildrand hin zu.

## Gegenmaßnahmen

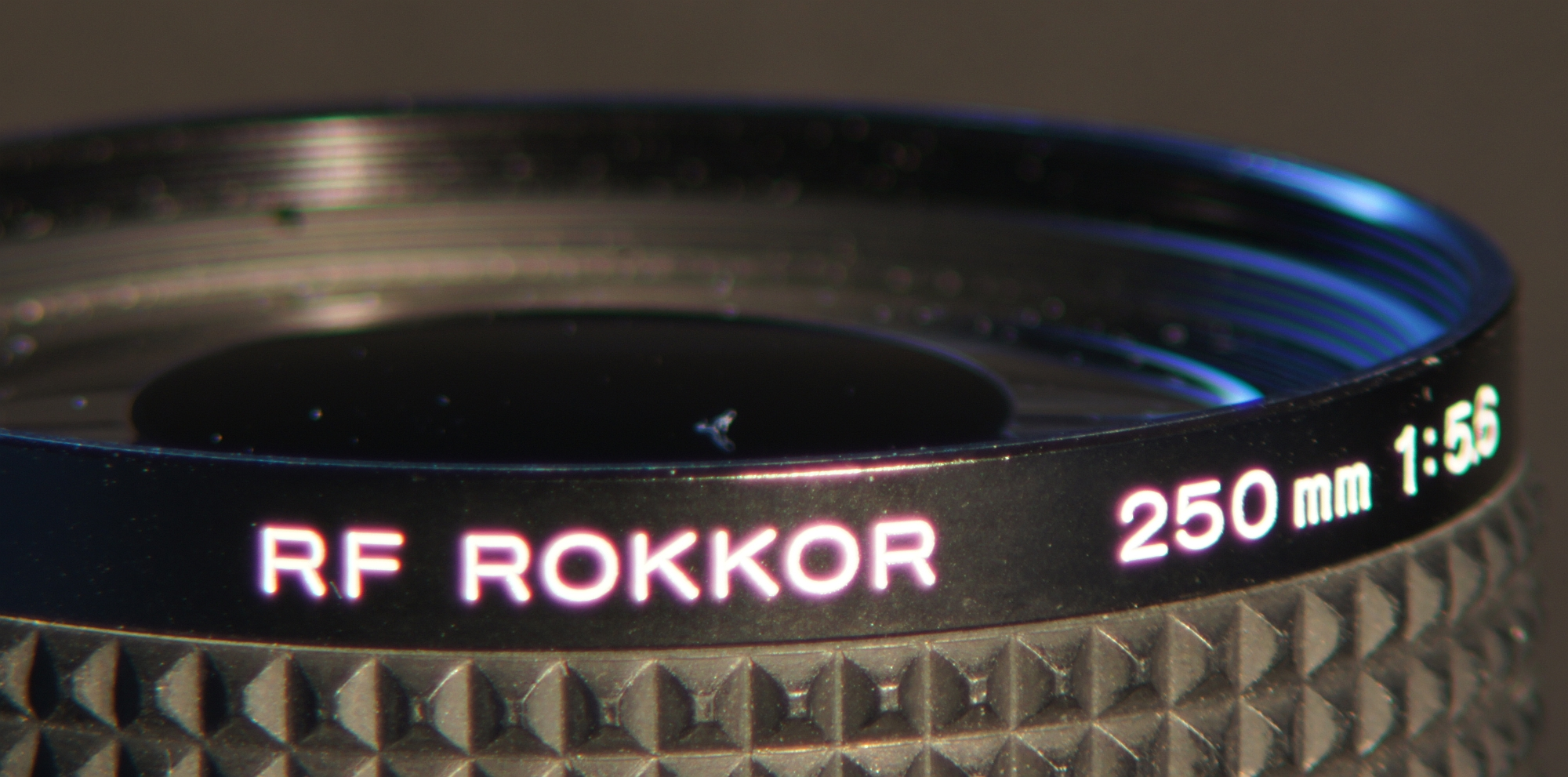
Farblängsfehler bei Offenblende: purpurne Farbränder vor der Fokusebene, grüne dahinter

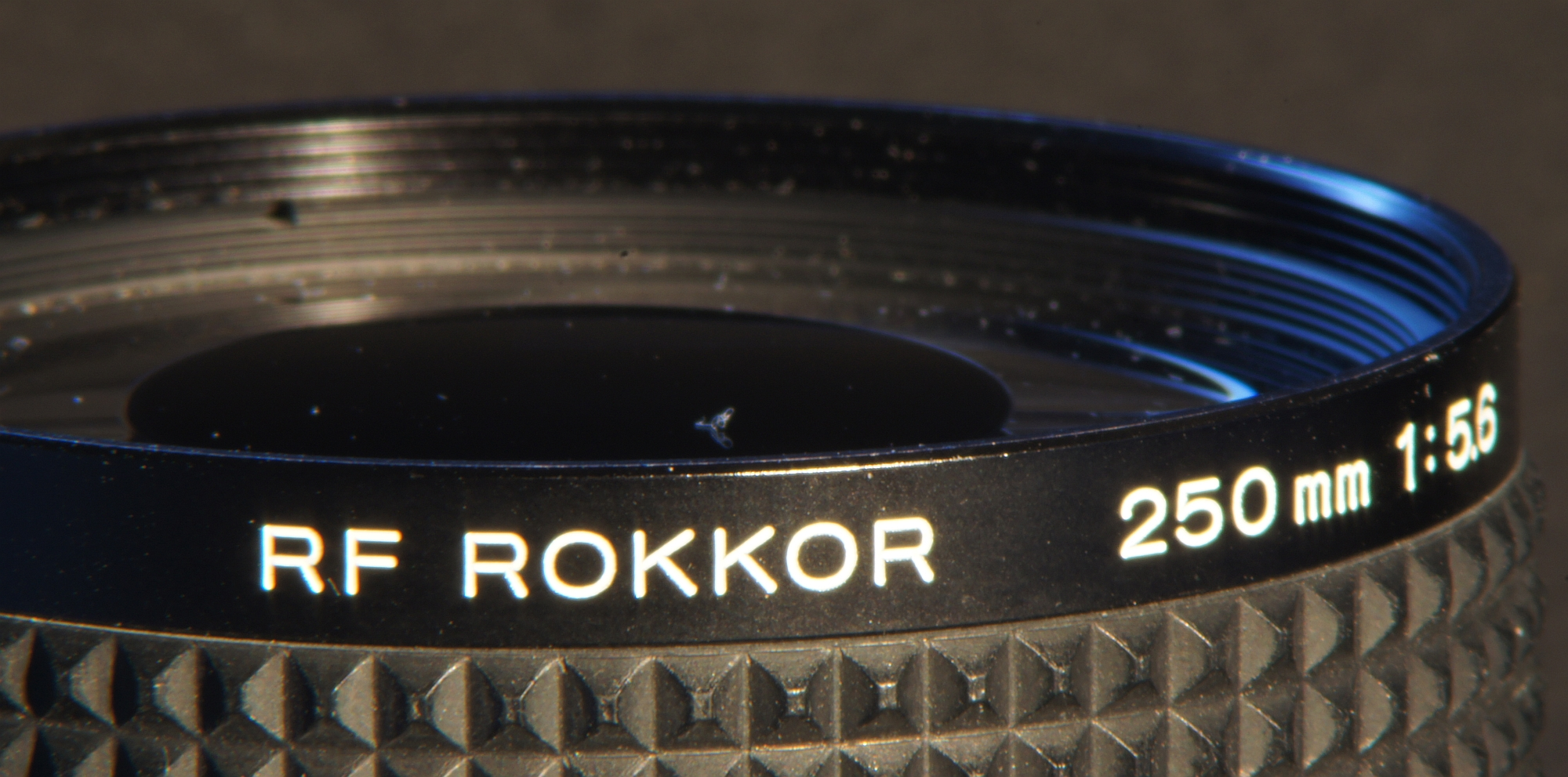
Farblängsfehler durch Abblenden reduziert, der Querfehler bleibt erhalten

Durch Kombination von Linsen aus Gläsern verschiedener Dispersion kann dieser Fehler korrigiert werden. Werden dabei die am stärksten voneinander abweichenden Wellenlängen zusammengeführt, spricht man von einer achromatischen Korrektur oder einer achromatischen Linse, das heißt, das System hat für beide Farben dieselbe Schnittweite.
Wird zudem der Brennpunkt für die Farbe Grün mit den beiden anderen zusammengelegt, handelt es sich um eine apochromatische Korrektur. Damit ist der Farbquerfehler korrigiert. Dies ist nur bei sehr hochwertigen – und entsprechend teuren – optischen Systemen möglich, wie zum Beispiel bei einem apochromatischen Objektiv. Derartige Objektive führen oft, aber nicht immer, die Abkürzung „Apo“ im Namen.
Farblängsfehler können durch Abblenden des Objektivs reduziert werden. Beim Farbquerfehler ist das Verhältnis von Apertur und Ausmaß des Fehlers weniger eindeutig und von Objektiv zu Objektiv unterschiedlich.
Ein apochromatisches Objektiv, das dies ausgleichen sollte, besitzt eine größere Zahl (4–6) von Einzellinsen aus verschiedenen Glassorten. Sie haben gleiche Schnittweiten für die Wellenlängen (480 Nanometer = Cyan, 546 Nanometer = Gelb-Grün, 644 Nanometer = Rot).
In der Digitalfotografie lassen sich Farbquerfehler per elektronischer Bildverarbeitung nachträglich verringern, indem die verschiedenen Farbkanäle des Bildes unterschiedlich skaliert werden. Oftmals bieten die RAW-Konverter der Kamerahersteller entsprechende automatische Funktionen an. Zunehmend unterstützen Digitalkameras direkt eine entsprechende Korrektur, bei Kameras mit Wechselobjektiven jedoch manchmal nur für Objektive desselben Herstellers. Neuere digitale Kamerasysteme, wie das Micro-Four-Thirds-System, können individuelle Eigenschaften von allen Objektiven des Kamerasystems, wie die Kenndaten des Farbquerfehlers, an das Kameragehäuse übertragen, was eine automatische digitale Kompensation dieses Abbildungsfehlers in der Kamera oder bei der nachfolgenden Bildbearbeitung ermöglicht.

## Astronomie und Fernsicht
Auch die Atmosphäre verfälscht die Farbwiedergabe, da sowohl die Lichtabsorption der Luft als auch die Lichtbrechung von der Wellenlänge abhängen. Zwar interpretiert der menschliche Sehapparat die charakteristische Blaufärbung weit entfernter Objekte als Tiefeninformation, bei optoelektronischen Sensoren wäre sie jedoch als Korrektur abzubringen. Ferner tritt bei horizontnahen Gestirnen und bei atmosphärischen Halo-Erscheinungen oft ein vertikaler Farbsaum auf, weil die astronomische Refraktion bei roten und blauen Lichtanteilen unterschiedlich ist.

## Belege
1. ↑  Richard Butler: A distorted view? In-camera distortion correction, dpreview.com, 2. September 2011, abgerufen am 23. Januar 2016